# 茶屋新田
茶屋新田（ちゃやしんでん）は、かつて岐阜県稲葉郡にあった村である。
現在の岐阜市茶屋新田などに該当する。
町村制で茶屋新田の発足時は厚見郡であったが、郡の合併で稲葉郡の村となっている。

## 歴史
- 江戸時代初期、美濃路の番所の御茶屋御殿が設置される。当時、この地域は日置江村の一部であったが、所有は安八郡墨俣村であった。
- 1635年（寛永12年） - 加納藩が検地を実施。加納藩藩主大久保忠職の命により、墨俣村からこの地域を取り上げる。
- 1639年（寛永12年） - 加納藩藩主松平光重により、日置江村の枝村として開村。
- 延宝年間以前 - 茶屋新田として日置江村から分立。
- 1889年（明治22年）7月1日 - 町村制により、茶屋新田発足。
- 1897年（明治30年）4月1日[3] - 方県郡の一部、厚見郡、各務郡が合併し、稲葉郡となる。当村は稲葉郡の村となる。
- 1897年（明治30年）4月1日 - 日置江村、次木村、高河原村と合併し、日置江村発足。同日茶屋新田は廃止となる。